# Николич, Джордже
Джордже Николич (серб. Ђорђе Николић; род. 13 апреля 1997, Белград) — сербский футболист, вратарь турецкого клуба «Сивасспор».

## Карьера

### Клубная карьера
Николич начал заниматься футболом в юношеской команде «Црвены звезды», в 2012 году он перешёл в стан извечных противников «звездашей» — белградского «Партизана».
В конце 2014 года голкипер покинул столичную команду и заключил трёхлетний контракт с «Ягодиной».
18 июля 2015 года голкипер дебютировал в чемпионате Сербии во встрече с «Младостью». 12 августа того же года Джордже провёл первый матч без пропущенных мячей.

### Карьера в сборной
Джордже выступал за юношескую сборную Сербии (до 17 лет) в рамках отборочного турнира к чемпионату Европы на Мальте. Николич во встрече с юношеской сборной Эстонии вышел на замену вместо Вани Милинковича-Савича. Также голкипер принимал участие во встречах квалификационного раунда чемпионата Европы 2016.

## Достижения
«Базель»
- Чемпион Швейцарии: 2016/17